# 이혼 방법
《이혼 방법》은 1998년 4월 3일에 MBC에서 방영한 베스트극장이다.

## 줄거리
가정법원을 들락거리지 않고 깨끗하게 이혼을 꿈꾸는 부부에게 어느 날 가족에게 닥친 사건들을 통해 오히려 끈끈한 가족애를 느끼며 화합해 가는 이야기를 그린다.

## 등장 인물

### 주요 인물
- 강남길 : 박신중 역
- 최화정 : 신중의 아내 역

### 그 외 인물
- 김영옥 : 신중의 장모 역
- 차윤희
- 이재훈
- 윤예희
- 최재형
- 이경순
- 이명숙
- 황진영
- 안광성 : 신중의 장성한 아들 역
- 김치국
- 박희진
- 홍충민
- 박정숙
- 박형선 : 신중의 장성한 딸 역
- 최세환
- 왕유선
- 서지희 : 희진 역 - 신중의 딸
- 황종호